# NGC 5312
NGC 5312 é uma galáxia espiral (S0-a) localizada na direcção da constelação de Canes Venatici. Possui uma declinação de +33° 37' 20" e uma ascensão recta de 13 horas, 49 minutos e 50,5 segundos.
A galáxia NGC 5312 foi descoberta em 2 de Maio de 1785 por William Herschel.